# Brálos
Brálos, en grec moderne : Μπράλος, est un village du dème d'Amphiclée-Élatée, dans le district régional de Phthiotide, en Grèce-Centrale.
Selon le recensement de 2011, la population du village compte 114 habitants.